# Качык (сумон)
Сумон Качык — административно-территориальная единица (сумон) и муниципальное образование со статусом сельского поселения в Эрзинском кожууне Республики Тыва Российской Федерации.
Административный центр и единственный населённый пункт сумона — село Качык.

## Население
| 2017 | 2018 |
| ---- | ---- |
| 255  | ↗256 |